# 尼康D3S
Nikon D3S是尼康公司於2009年10月14日發佈的具有12.1百萬像素的全畫幅 (35mm) 數碼單鏡反光相機 (DSLR)。D3S與D3X一起成為尼康公司DSLR產品線的頂端產品。D3s是第一部ISO超過十萬(102400)且支援錄影功能的全片幅機種。

## 外部連結
香港尼康（页面存档备份，存于）